# Tivadar Pauler

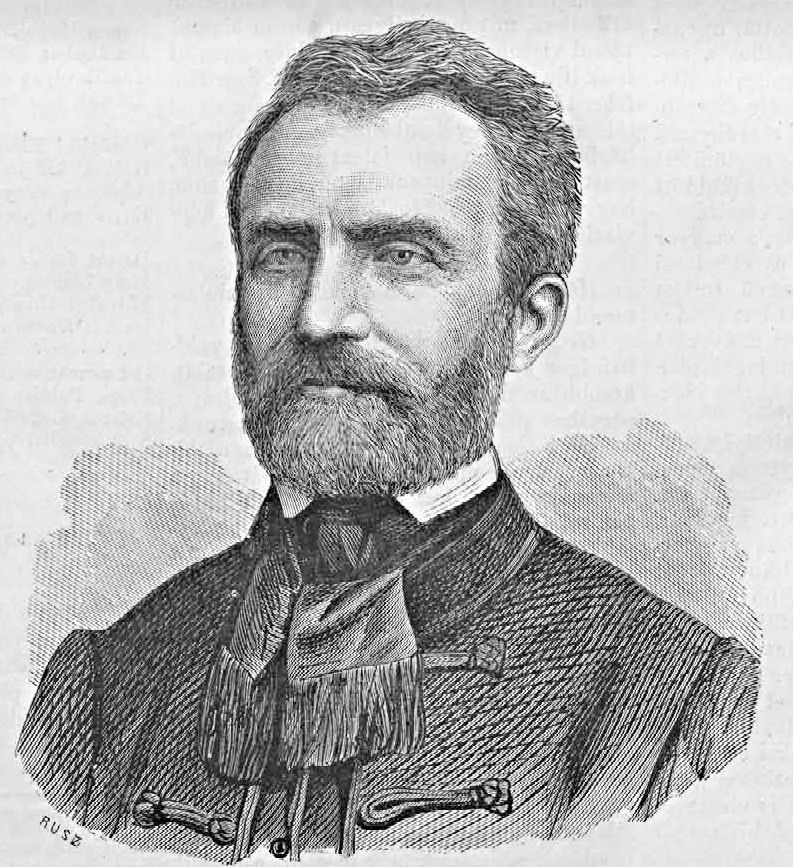
Tivadar Pauler

Dr. Tivadar Pauler (Boeda, 9 april 1816 – Boedapest, 30 april 1886) was een Hongaars politicus en minister.
Hij doceerde aan de universiteiten van Zagreb, Győr en Pest. In 1858 werd hij lid van de Hongaarse Academie van Wetenschappen. Hij werd rechter in 1869. Hij was minister van Godsdienst en Onderwijs van 1871 tot 1872 in de regering-Andrássy en de regering-Lónyay. Vervolgens werd hij in die laatste regering minister van Justitie, een functie die hij ook in de regering-Szlávy en de regering-Bittó uitoefende tot 1875. In 1878 werd hij opnieuw aangesteld tot minister van Justitie in de regering-Kálmán Tisza, tot aan zijn dood in 1886. Hij was tevens lid van het Huis van Afgevaardigden van 1871 tot 1886.
Hij was aanvankelijk lid van de Oppositiepartij, vervolgens van de Deák-partij en nadien van haar opvolger, de Liberale Partij.